# Savoia-Marchetti S.M.67
Il Savoia Marchetti S.M.67, citato anche come Savoia Marchetti S.67 e SIAI S.67, prodotto dall'azienda italiana Savoia-Marchetti e costruito nel 1930, era un monoposto monomotore idrocaccia a scafo centrale ad ali smontabili imbarcato a bordo delle navi della classe Alberto di Giussano.

## Tecnica
L'S.M.67 era un idro del tipo a scafo centrale.
La configurazione alare era monoplana con semiali montate alte ed a sbalzo a cui erano collegati, sulla superficie inferiore, i due galleggianti equilibratori posti a circa metà lunghezza delle stesse; sulle semiali poggiava l'incastellatura metallica su cui era posto il motore che veniva quindi a trovarsi al di sopra della fusoliera, all'altezza del pilota, cui era collegato con altri quattro montanti verticali più due obliqui di rinforzo in modo da formare due "N".
Lo scafo presentava un unico abitacolo aperto destinato al pilota, protetto da un parabrezza. Posteriormente terminava in un impennaggio monoderiva con piani orizzontali controventati.
La propulsione era affidata ad un motore Fiat A.20, un 12 cilindri a V di 60° raffreddato a liquido, prodotto dall'azienda italiana Fiat Aviazione, in grado di erogare una potenza pari a 420 CV (309 kW) che comandava un'elica bipala posta in configurazione spingente. Le prestazioni erano di 140 mph (225 km/h).

## Impiego operativo
I due esemplari entrarono in servizio tra la fine del 1930 ed il 1931, assegnati alla 162ª Squadriglia, 88º Gruppo Caccia Marittima della Regia Aeronautica, imbarcati su unità della Regia Marina ma gestiti da personale dell'aeronautica militare. Rimasero in servizio fino al 1935, quando vennero sostituiti da modelli più efficienti.

## Utilizzatori
Italia
- Regia Aeronautica